# Jost Lübben
Jost Lübben (* 23. September 1964 in Bremerhaven) ist ein deutscher Journalist.

## Leben
Jost Lübben studierte Geschichte und Wirtschaftswissenschaften an der Universität Oldenburg, wo er 1992 seine Magisterarbeit zur Geschichte der Nordwestdeutschen Zeitung einreichte und 1998 mit einer Arbeit zum selben Thema promoviert wurde. Bereits seit 1984 war er bei der Nordsee-Zeitung tätig, zuerst als Volontär, dann als Redakteur für das Sonntagsjournal der Zeitung. Neben seinem Studium arbeitete er in der Sport- und später in der Lokalredaktion der NZ. Von 1993 bis 1999 war er in der Nachrichtenredaktion beschäftigt, dann fünf Jahre lang stellvertretender Leiter der Lokalredaktion Bremerhaven. Von Juni 2005 bis Dezember 2014 war er Chefredakteur der Nordsee-Zeitung, der Zevener Zeitung und der Kreiszeitung Wesermarsch. Seit Anfang Februar 2015 leitet er die Westfalenpost, seit dem 1. Mai 2015 auch die Westfälische Rundschau, die wie die Westfalenpost zur Funke Mediengruppe gehört, aber seit 2013 keine eigene Redaktion mehr besitzt.
Lübben gehört seit 2018 zur Jury des Deutschen Journalistenpreises.

## Schriften
- Die Nordwestdeutsche Zeitung 1895 bis 1914. Gründung, Entwicklung und politisches Profil einer Regionalzeitung. Magisterarbeit, Universität Oldenburg, 1992
- Die Nordwestdeutsche Zeitung 1895 bis 1933/45. Ein Beitrag zur Entwicklung und politischen Ausrichtung der Generalanzeigerpresse in Deutschland (= Veröffentlichungen des Stadtarchivs Bremerhaven, Band 13). Stadtarchiv, Bremerhaven 1999, ISBN 3-923851-21-9, zugleich: Dissertation, Universität Oldenburg, 1998
- Jost Lübben (Texte), Wolfhard Scheer (Fotografien): Projekte. Lloyd-Werft, Bremerhaven 2002, ISBN 3-933885-14-0
- Klaas Hartmann (Hrsg.), Jost Lübben (Hrsg.): Kriegsende. 8. Mai 1945 (= Nordsee-Zeitung Spezial, Heft 1). Nordsee-Zeitung, Bremerhaven 2005
- Jost Lübben (Redaktion): Entdeckertouren in Bremerhaven, dem Cuxland, Zeven und der Wesermarsch. Wirtschaftsverlag NW, Verlag für Neue Wissenschaft, Bremerhaven 2011, ISBN 978-3-86918-126-4
- Jost Lübben (Redaktion), Wolfhard Scheer (Fotos): Bremerhavens Perspektiven. Luftbilder von Wolfhard Scheer dokumentieren vier Jahrzehnte Entwicklung in der Seestadt. Wirtschaftsverlag NW, Verlag für Neue Wissenschaft, Bremerhaven 2012, ISBN 978-3-86918-165-3